# ぱずるまにあ
『ぱずるまにあ』は1999年2月25日にヒューマンから発売されたパズルゲーム。ナンバープレース（数独）、スケルトン、ナンバークロスワード+シークレット1種類の合計4種類のパズルゲームが収録されている。同年3月25日に『ぱずるまにあ2』（ロジックパズルを追加）が発売された。
ヒューマン撤退（のち倒産）後は、2作ともハムスターより廉価版（Major Wave シリーズ）で発売され、2007年よりゲームアーカイブスで配信されている。